# IC 5340
IC 5340 је ознака објекта на координатама са ректансцензијом 23h 38m 32,0s и деклинацијом - 4° 51" 18'. Открио га је Гијом Бигурдан, 2. децембра 1894. Каснијим посматрањима на том положају није уочен никакав астрономски објекат.